# Баварський державний оркестр
Баварський державний оркестр (нім. Bayerisches Staatsorchester) — симфонічний оркестр, розташований в Мюнхені, що є оркестром Баварської державної опери.
Заснований в 1523 році Людвігом Зенфлем і виконував духовну музику, а з 1651 а також брав участь у виставах італійської опери. 1762 року оркестр отримав ім'я Палацового оркестру (нім. Hoforchester), а з поваленням монархії в 1918 році — теперішнє ім'я. 

## Керівники
| - 1836—1867 Франц Лахнер - 1867—1869 Ганс фон Бюлов - 1870—1877 Франц Вюлльнер - 1872—1896 Герман Леві - 1894—1896 Рихард Штраус - 1901—1903 Герман Цумпе - 1904—1911 Фелікс Моттль - 1913—1922 Бруно Вальтер - 1922—1935 Ганс Кнаппертсбуш - 1937—1944 Клеменс Краус | - 1945 Ганс Кнаппертсбуш - 1946—1952 Георг Шолті - 1952—1954 Рудольф Кемпе - 1956—1958 Ференц Фричай - 1959—1968 Йозеф Кайльберт - 1971—1992 Вольфганг Завалиш - 1992—1998 Петер Шнайдер - 1998—2006 Зубін Мета - 2006—2013… Кент Нагано - 2013- 2021 Кирило Петренко |